# Alissa Ranuccini
Alissa Ranuccini (Pavullo nel Frignano, 28 giugno 2000) è una rugbista a 15 italiana, terza linea ala del Lione.

## Biografia
Nata a Pavullo nel Frignano, cittadina del Modenese, Alissa Ranuccini era originariamente dedita alla ginnastica artistica; intorno ai 13 anni, essendo cresciuta in altezza fino a 1,80 m, non poté proseguire in tale disciplina e quindi passò al rugby nelle giovanili del Formigine Highlanders, dove già suo fratello maggiore giocava.
Tale club non aveva un settore femminile (le uniche tre ragazze giocavano con i maschi di pari età) e quindi, a 14 anni, entrò nella squadra femminile giovanile del CUS Ferrara e in seguito, dopo un anno di sosta dovuto a un infortunio al ginocchio, nelle giovanili del Colorno nel 2017.
Durante tale periodo si mise in luce in ambito nazionale, venendo convocata per la selezione italiana U-18.
Esordì in prima squadra nella stagione 2017-18, aggiudicandosi lo scudetto alla sua prima stagione da seniores battendo in finale le campionesse uscenti del Valsugana e contribuendo al successo complessivo con una meta in semifinale al Villorba.
Benché nel giro della nazionale già da prima della Coppa del Mondo 2021 (che si tenne in Nuova Zelanda a fine ottobre 2022) senza tuttavia mai debuttare, non prese parte a tale competizione; tuttavia, il CT Raineri la convocò per il Sei Nazioni 2023, nel corso del quale debuttò a Parma contro l'Irlanda.
Marcò la sua prima meta internazionale a Città del Capo contro il Sudafrica nel corso del WXV 2 2023, in cui l'Italia giunse seconda da imbattuta per differenza punti contro la Scozia.
Fa parte delle convocate alla Coppa del Mondo 2025 in Inghilterra.
Fuori dall'attività agonistica, Alissa Ranuccini è laureata in biotecnologia all'Università di Parma.

## Palmarès
- Campionati italiani: 1
Colorno: 2017-18